# Showdown (canción de Pendulum)
«Showdown» es el cuarto sencillo y la primera canción del álbum In Silico de la banda australiana-británica de rock electrónico Pendulum. Ha sido remezclada por varios artistas, entre ellos DJ Clipz (que también es Red Light) y Excision. También es el único sencillo tomado de In Silico que no usa el logotipo del álbum con prominencia en su portada.
El sencillo fue lanzado originalmente a través de varias tiendas de música en línea el 5 de enero de 2009. No estaba disponible en ningún formato físico hasta el 9 de febrero, cuando Warner Music UK lanzó el disco de 12 pulgadas de Showdown. Para ayudar a promover el sencillo, se dio a conocer un videojuego con temática de Space Invaders, que ofrece a los jugadores la oportunidad de ganar un enmarcado disco de oro de In Silico.

## Antecedentes y escritura
"Showdown" fue originalmente escrito y producido por Rob Swire para el álbum In Silico. Aunque está influenciada sobre todo por el género drum and bass, la canción contiene elementos prominentes del hard rock al inicio de la canción y también del techno, e incluso ha sido descrito como "Dance Metal" por algunos críticos. "Showdown" se abre con voces de Swire, antes de entrar en un riff de guitarra pesada que es el foco principal de la pista. También hace un uso extensivo de muestras de tambores acústicos para producir sonidos grandes y pesados.

## Recepción de la crítica
"Showdown" recibió críticas generalmente positivas de los críticos musicales. El crítico de Angry Ape, David Adair, describió el sencillo como "un número rápido y ligeramente abrasivo que mantendrá a sus nuevos fanes entre la comunidad de lectura de Kerrang!, muy felices". David Knight observó que "no escucharás un riff mejor en una canción de dance sin una gran cantidad de búsqueda", pero describió las mezclas lanzadas con el sencillo como "absolutamente terribles". Fue elegido como "Sencillo de la semana" el 12 de enero de 2009 por el diario británico Daily Star.

## Vídeo musical
El vídeo musical de "Showdown" lo dirigió Nick Bartleet y fue lanzado en MySpaceTV el 12 de diciembre de 2008 para promover el próximo sencillo de Pendulum. Originalmente se pretendía que fuera solo de Internet, pero posteriormente fue listado en el canal de televisión MTV Dance.
El vídeo dibuja paralelos de lucha de perros, centrándose en una escena de lucha en la que los perros son reemplazados por dos mujeres jóvenes, y culmina en la fuga de una de las luchadoras al final del vídeo. También representa escenas polémicas de las mujeres que se guardan en jaulas y de los hombres que juegan en el resultado de luchas, que contribuyeron a que Knight describiera el vídeo como "altamente problemático". Algunas escenas del vídeo han sido comparadas con la película Fight Club por varias fuentes, incluyendo Bartleet.

## Videojuego promocional
El 24 de diciembre, poco después del lanzamiento de su vídeo musical, Pendulum presentó un videojuego temático Space Invaders en su sitio web para promover aún más "Showdown". Al anotar más puntos, los jugadores que presentaron sus detalles podrían desbloquear más de la versión "Live at the Brixton Academy " de "Showdown". También tuvieron la oportunidad de ganar un disco oficial de oro enmarcado de In Silico.
El juego fue una versión modificada de Space Invaders, en la que los alienígenas habían sido reemplazados por diferentes variantes de color del logotipo de In Silico, y los búnkeres fueron reemplazados con pares de letras que explican el nombre de la banda. Los jugadores tuvieron tres vidas para anotar tantos puntos como sea posible, después de lo cual su puntuación se registró en una tabla de puntuación alta. La versión de "Showdown" para el álbum se escuchaba durante el juego.

## Comercialización y liberación
"Showdown" se estrenó el 5 de enero de 2009 a través de varias tiendas de música en línea, incluyendo 7digital, Amazon.com e iTunes. Junto con la versión del álbum y la edición de radio de la canción, el paquete de descarga incluyó una grabación en vivo y varios mezclas de otros artistas. El sencillo fue lanzado en un disco de 12" el 9 de febrero por Warner Music UK, que contiene la versión del álbum y una mezcla de Excision de "Showdown".
La canción "Showdown" se presentó en " In Silico" como pista de apertura para el álbum, y es el primer sencillo en lo utilizar el logotipo proveniente de la carátula del álbum. Aunque se puede ver en la portada un bajo y una batería con el logotipo de Pendulum. Las versiones en vivo de la canción han aparecido en iTunes Live: London Festival '08, como un lado B en "The Other Side", así como en el paquete de descarga única. También se presentó en la banda sonora del juego de carreras off-road de Disney Interactive Studios Pure. La pista también aparece en el primer tráiler de Forza Motorsport 3 en la Xbox 360, así como en el propio juego durante las carreras, y en el episodio "Green Piece" de CSI: NY La canción fue ofrecida para banda sonora de Marvel The Punisher: War Zone.

## Formatos y lista de pistas
Estos son los formatos principales y listas de temas asociados a lanzamientos individuales de "Showdown", escrito y producido por Rob Swire.
Descarga de música
(publicado el 5 de enero de 2009)
"Showdown": 5:27
"Showdown" (edición de radio): 3:22
"Showdown" ( DJ Clipz remix): 4:52
"Showdown" ( Excision remix): 4:47
"Showdown" ( Redlight remix): 5:09
"Showdown" (En vivo en Brixton Academy ): 7:38
12" vinilo del disco de la imagen
(WEA454T; lanzado 9 de febrero de 2009)
"Showdown": 5:27
"Showdown" (Excision remix): 4:47

## Personal
"Showdown" se acredita a:
Pendulum:
Rob Swire: escritor, productor, vocal, mezcla
Gareth McGrillen: asistente de producción, bajo
Peredur ap Gwynedd: guitarra
Paul Kodish: batería acústica
Otros contribuyentes:
Simon Askew: mezcla
John Davis: masterización
Paul West: diseño del logotipo
Hugh Pescod (DJ Clipz / Red Light): mezcla
Excision: mezcla
Video:
El video musical de "Showdown" se acredita en:
Nick Bartleet: director, editor
Phoebe Lloyd: productor
Marko Fuchs: asistente de dirección
Eric Maddison: director de fotografía
Zara Phythian: actor, artista marcial principal
Helen Bailey: actor, artista marcial
John Moule: Comisionado de video